# Michael Noack
Michael Noack (* 7. února 1955, Chotěbuz) je bývalý východoněmecký fotbalista, obránce.

## Fotbalová kariéra
Ve východoněmecké oberlize hrál za týmy FC Energie Cottbus a Berliner FC Dynamo. Nastoupil ve 226 ligových utkáních a dal 21 gólů. S Berliner FC Dynamo získal šestkrát mistrovský titul. V Poháru mistrů evropských zemí nastoupil v 17 utkáních a dal 1 gól a v Poháru UEFA nastoupil ve 4 utkáních a dal 1 gól. Za reprezentaci Východního Německa (NDR) nastoupil v letech 1979-1981 ve 2 utkáních.

## Ligová bilance
| Ročník           | Zápasy | Góly | Klub                  |
| ---------------- | ------ | ---- | --------------------- |
| II. liga 1971/72 | 4      | 0    | FC Energie Cottbus    |
| II. liga 1972/73 | 20     | 6    | FC Energie Cottbus    |
| I. liga 1973/74  | 7      | 2    | FC Energie Cottbus    |
| II. liga 1974/75 | 17     | 1    | Berliner FC Dynamo II |
| I. liga 1974/75  | 8      | 0    | Berliner FC Dynamo    |
| I. liga 1975/76  | 26     | 1    | Berliner FC Dynamo    |
| I. liga 1976/77  | 26     | 2    | Berliner FC Dynamo    |
| I. liga 1977/78  | 25     | 5    | Berliner FC Dynamo    |
| I. liga 1978/79  | 25     | 8    | Berliner FC Dynamo    |
| I. liga 1979/80  | 21     | 1    | Berliner FC Dynamo    |
| I. liga 1980/81  | 25     | 0    | Berliner FC Dynamo    |
| I. liga 1981/82  | 22     | 2    | Berliner FC Dynamo    |
| I. liga 1982/83  | 22     | 4    | Berliner FC Dynamo    |
| I. liga 1983/84  | 10     | 0    | Berliner FC Dynamo    |
| CELKEM I. liga   | 226    | 21   |                       |